# Flame of Youth (film, 1920)

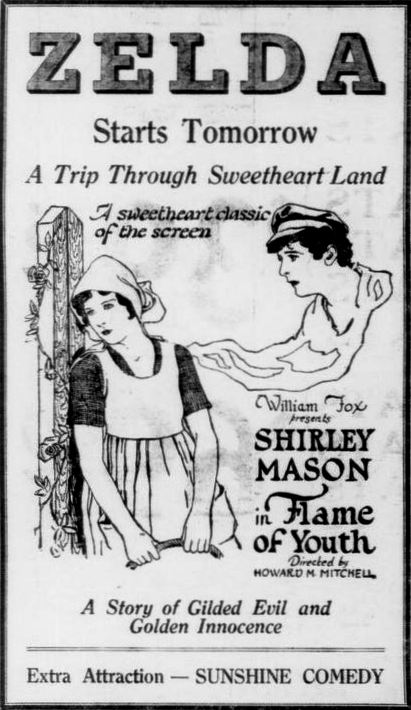
Annonce pour le film dans le Duluth Herald.

Pour les articles homonymes, voir Flame of Youth.
Flame of Youth est un film américain réalisé par Howard M. Mitchell, sorti en 1920.

## Fiche technique
- Réalisation : Howard M. Mitchell
- Scénario : Frank Howard Clark, Barbara La Marr d'après le roman Two little wooden shoes de Ouida (Maria Louise Ramé)[1].
- Producteur : William Fox
- Production : Fox Film
- Distributeur : Fox Film
- Durée : 50 minutes
- Date de sortie : 5 décembre 1920

## Distribution

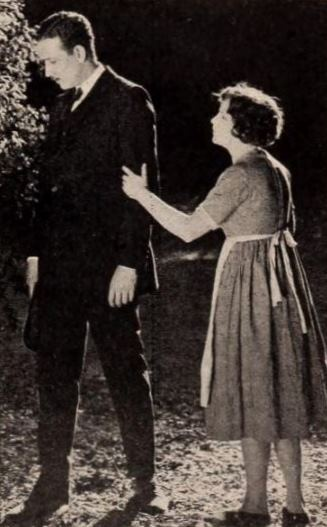
Philo McCullough et Shirley Mason.

- Shirley Mason : Beebe
- Raymond McKee : Jeanot
- Philo McCullough : Victor Fleming
- Cecil Van Auker : John Forsythe
- Ethelbert Knott : Antoine
- Betty Schade : Lady Magda
- Karl Formes : Old Bac
- Barbara La Marr